# Міста Філіппін
Місто (філіппінська: lungsod/siyudad) — одна з одиниць місцевого самоврядування на Філіппінах. Усі філіппінські міста є зафрахтованими містами, існування яких як корпоративних та адміністративних утворень регулюється їхніми власними муніципальними статутами на додаток до Кодексу місцевого самоврядування 1991 року, який визначає їх адміністративну структуру та повноваження. Станом на 7 вересня 2019 року налічується 146 міст.
Місто має право на принаймні одного представника в Палаті представників, якщо його населення досягає 250 тис. Містам дозволено використовувати загальну печатку. Будучи юридичними особами, міста мають право брати, купувати, отримувати, утримувати, здавати в оренду, передавати та розпоряджатися нерухомим та особистим майном у своїх загальних інтересах, засуджувати приватну власність для публічного використання (видатний домен), укладати контракти, подавати до суду та виконувати всі повноваження надані їй Конгресом. Лише акт Конгресу може створити або змінити статут міста, і з цією хартією міста Конгрес надає місту певні повноваження, яких звичайні муніципалітети чи навіть інші міста можуть не мати.
Незважаючи на відмінності у повноваженнях, наданих кожному місту, всім містам, незалежно від статусу, надається більша частка внутрішнього доходу (IRA) порівняно зі звичайними муніципалітетами, а також вони, як правило, більш автономні, ніж звичайні муніципалітети.
Санто-Томас у Батангасі є наймолодшим містом після плебісциту, який призвів до схвалення ратифікації 7 вересня 2019 року.